# Liesl Whitaker
Liesl Whitaker (* 1969 als Liesl Sagartz) ist eine amerikanische Jazztrompeterin.

## Leben und Wirken
Whitaker absolvierte 1987 die Lucky High School, um dann am College der Appalachian State University und am Konservatorium der University of Cincinnati zu studieren. 1991 spielte sie drei Monate lang in der spanischen Fernseh-Show Tu a Tu und auf den Kreuzschiffen der Carnival Cruise Lines. 1992 wurde sie Gründungsmitglied der Frauen-Bigband Diva, mit der sie international tourte und mehrere Alben aufnahm. Dort fungiert sie als Erste Trompeterin. Daneben gehörte sie der Ed Palermo Big Band, der Alamance Jazz Band sowie dem New York Pops Orchestra an und spielte in verschiedenen Broadway-Produktionen. 
Als Sergeant First Class spielt sie Leadtrompete bei den U.S. Army Field Band’s Jazz Ambassadors bzw. dem United States Army Blues Jazz Ensemble. Sie ist die erste Frau, die in zentralen Orchestern der U.S. Army wirkt.

## Diskographische Hinweise
- The Ed Palermo Big Band Plays the Music of Frank Zappa
- Kit McClure Just the Thing: The Sweethearts Project Revisited
- Steve Williams & Jazz Nation with Eddie Daniels
- The Fabulous Thunderbirds On the Verge

## Lexikalische Einträge
- Leslie Gourse: Madame Jazz: Contemporary Women Instrumentalists, Oxford: Oxford University Press 1995